# Maltranilla
Maltranilla es una entidad local menor, formada por una sola localidad de su mismo nombre y situada en la provincia de Burgos, comunidad autónoma de Castilla y León (España), comarca de Las Merindades, partido judicial de Villarcayo, ayuntamiento de Valle de Mena.

## Geografía
En la vertiente cantábrica de la provincia, junto a Maltrana y bañada por el Río Cadagua, en la depresión entre la sierra de Ordunte al norte y los montes de La Peña al sur, donde se encuentra el Lugar de Importancia Comunitaria conocido como los Bosques del Valle de Mena.; a 43 km de Villarcayo, cabeza de partido, y a 118 de Burgos. 
Comunicaciones: En la Maltrana, a 1 km la carretera CL-629 donde circula la línea de autobuses entre Burgos y Bilbao. En las proximidades el ferrocarril Bilbao La Robla.

## Situación administrativa
En las elecciones locales de 2015 correspondientes a esta entidad local menor concurre una sola candidatura encabezada por Antonio Mena Zurimendi (PSOE) quien resulta elegido alcalde pedáneo.

## Demografía
En el censo de 1950 contaba con solo 6 habitantes, incrementados a 85 en 2004 y 130 en 2011. El origen de este incremento está en la urbanización conocida como El Egido 
.

## Historia
Lugar en el Valle de Mena, perteneciente al partido de Laredo, jurisdicción de realengo, con alcalde ordinario.
A la caída del Antiguo Régimen queda agregado al ayuntamiento constitucional de Valle de Mena , en el partido de Villarcayo perteneciente a la región de Castilla la Vieja.
Así se describe a Maltranilla en el tomo XI del Diccionario geográfico-estadístico-histórico de España y sus posesiones de Ultramar, obra impulsada por Pascual Madoz a mediados del siglo XIX:

Lugar en la provincia, audiencia territorial y capitanía general de Burgos (19 leguas), partido judicial de Villarcayo (7), ayuntamiento titulado del Valle de Mena (1/4) y diócesis de Santander (15 ½); Situado en terreno pendiente, entre montes y breñas donde goza de clima templado; los vientos que reinan con más frecuencia son el N y S; y las enfermedades dominantes las catarrales y afecciones de pecho. Tiene 3 casas y una fuente de buenas aguas contigua a la población; está en cuanto a lo parroquial depende de Entrambasguas, al cual se halla unida hace tiempo, pues antiguamente tenía su parroquia si bien era también aneja de aquel; dentro de la población se conserva todavía la iglesia que fue parroquia. Confina N y O monte de Rozuelas; E Mantrana, y S Entrambasaguas. El terreno es delgado, y casi todo él rodeado de montes y breñas, menos por la parte NE. Caminos: los que conducen a Mantrana y Entrambasaguas en malísimo estado. Correos: la correspondencia se recibe de Villarcayo por valijero pagado con sobreporte; llega los lunes, jueves y sábados, y sale los martes, viernes y domingos. Producciones: trigo alaga, patatas y poco maíz; ganado para la labranza, y caza de jabalíes y zorros en corto número. Industria: la agrícola. Población: 2 vecinos, 8 almas. Capital imponible: 49 reales.
Diccionario geográfico-estadístico-histórico de España y sus posesiones de Ultramar

## Patrimonio
Ermita de San Sebastián y San Fabián, casona junto a la mencionada ermita y torre junto a la carretera.